# 经济发展质量
经济发展质量是对经济发展状况的综合评价。

国内生产总值(GDP)在一个国家或地区内一段特定时间（一般为一年）里生产的所有最终商品和服务的市场价格之和。

它仅从数量上表现该国或者该地区经济产出的状况。

经济发展质量则是对国家和地区经济发展状况的综合评价，它从民众生活和社会活动的角度来度量经济发展对其带来的变化状况，从而表征该国家或者地区的经济发展的综合情况，而不是仅仅看其经济总量。
具体而言，如果一国的经济总量GDP在增长，而同时人口以更快的速度增长，则人均GDP反而下降，故而其经济发展质量目前并没有一个方法来给予准确定位。

经济发展质量指标则可以一种更为全面的视角来判断经济发展质量状况。